# The Wire
The Wire är en amerikansk kriminal-dramaserie. Den utspelar sig i Baltimore i Maryland, där den också är inspelad. Serien har skapats av manusförfattaren/producenten och tidigare kriminalreportern David Simon, tillsammans med tidigare polisen Ed Burns och manusförfattaren George Pelecanos.
The Wire producerades och sändes ursprungligen av betalkanalen HBO i USA. Den hade premiär den 2 juni 2002, med 60 avsnitt som sändes över fem säsonger. Det sista avsnittet sändes den 9 mars 2008.

## Synopsis
Handlingen i den första säsongen skildrar kampen mellan Baltimorepolisen och knarklangande gäng i stadens västra delar, och berättas ur båda sidors perspektiv. 
Säsong två handlar om tillvaron i stadens hamn och säsong tre skildrar det politiska spelet inför borgmästarvalet. 
Den fjärde säsongen tar sig an skolväsendet medan den sista säsongen tar avstamp i livet på en av stadens dagstidningar. 

## Rollista i urval
Den stora skådespelarensemblen består främst av karaktärsskådespelare som i huvudsak inte är kända från andra roller. Skaparen David Simon har sagt att trots sin karaktär av kriminaldrama, handlar den ”egentligen om den nordamerikanska staden och hur vi lever tillsammans. Det handlar om hur institutionerna påverkar individen, och hur… oavsett om du är polis, hamnarbetare, knarklangare, politiker, domare [eller] jurist, så är du i slutänden körd och måste lyda den institution du lierat dig med.” 

### Huvudpersoner
| Skådespelare          | Roll                        | Säsongsnummer | Säsongsnummer | Antal avsnitt |
| Skådespelare          | Roll                        | Huvudroll     | Biroll        | Antal avsnitt |
| --------------------- | --------------------------- | ------------- | ------------- | ------------- |
| Dominic West          | Jimmy McNulty               | 1–5           |               | 56            |
| Larry Gilliard Jr.    | D'Angelo Barksdale          | 1–2           |               | 18            |
| Lance Reddick         | Cedric Daniels              | 1–5           |               | 58            |
| Idris Elba            | Russell "Stringer" Bell     | 1–3           |               | 36            |
| Wood Harris           | Avon Barksdale              | 1–3           | 5             | 32            |
| Sonja Sohn            | Kima Greggs                 | 1–5           |               | 56            |
| Wendell Pierce        | Bunk Moreland               | 1–5           |               | 54            |
| John Doman            | William Rawls               | 1–5           |               | 46            |
| Frankie Faison        | Ervin Burrell               | 1–4           | 5             | 40            |
| Deirdre Lovejoy       | Rhonda Pearlman             | 1–5           |               | 44            |
| Andre Royo            | Reginald "Bubbles" Cousins  | 1–5           |               | 48            |
| Clarke Peters         | Lester Freamon              | 2–5           | 1             | 55            |
| Chris Bauer           | Frank Sobotka               | 2             |               | 12            |
| Amy Ryan              | Beatrice "Beadie" Russell   | 2             | 3–5           | 20            |
| Paul Ben-Victor       | Spiros "Vondas" Vondopoulos | 2             | 4–5           | 15            |
| Seth Gilliam          | Ellis Carver                | 3–5           | 1–2           | 50            |
| Domenick Lombardozzi  | Thomas "Herc" Hauk          | 3–5           | 1–2           | 51            |
| J. D. Williams        | Preston "Bodie" Broadus     | 3–4           | 1–2           | 37            |
| Jim True-Frost        | Roland "Prez" Pryzbylewski  | 3–4           | 1–2, 5        | 45            |
| Michael K. Williams   | Omar Little                 | 3–5           | 1–2           | 42            |
| Corey Parker Robinson | Leander Sydnor              | 3–5           | 1             | 37            |
| Aidan Gillen          | Tommy Carcetti              | 3–5           |               | 35            |
| Robert Wisdom         | Howard "Bunny" Colvin       | 3–4           | 2, 5          | 25            |
| Jamie Hector          | Marlo Stanfield             | 4–5           | 3             | 31            |
| Chad Coleman          | Dennis "Cutty" Wise         | 4             | 3, 5          | 20            |
| Glynn Turman          | Clarence Royce              | 4             | 3, 5          | 16            |
| Reg E. Cathey         | Norman Wilson               | 4–5           |               | 23            |
| Michael Kostroff      | Maurice Levy                | 5             | 1–4           | 21            |
| Isiah Whitlock, Jr.   | Clay Davis                  | 5             | 1–4           | 17            |
| Gbenga Akinnagbe      | Chris Partlow               | 5             | 3–4           | 30            |
| Tristan Wilds         | Michael Lee                 | 5             | 4             | 22            |
| Jermaine Crawford     | Duquan "Dukie" Weems        | 5             | 4             | 20            |
| Neal Huff             | Michael Steintorf           | 5             | 4             | 11            |
| Clark Johnson         | Augustus Haynes             | 5             |               | 10            |
| Tom McCarthy          | Scott Templeton             | 5             |               | 10            |
| Michelle Paress       | Alma Gutierrez              | 5             |               | 10            |

### Bildgalleri

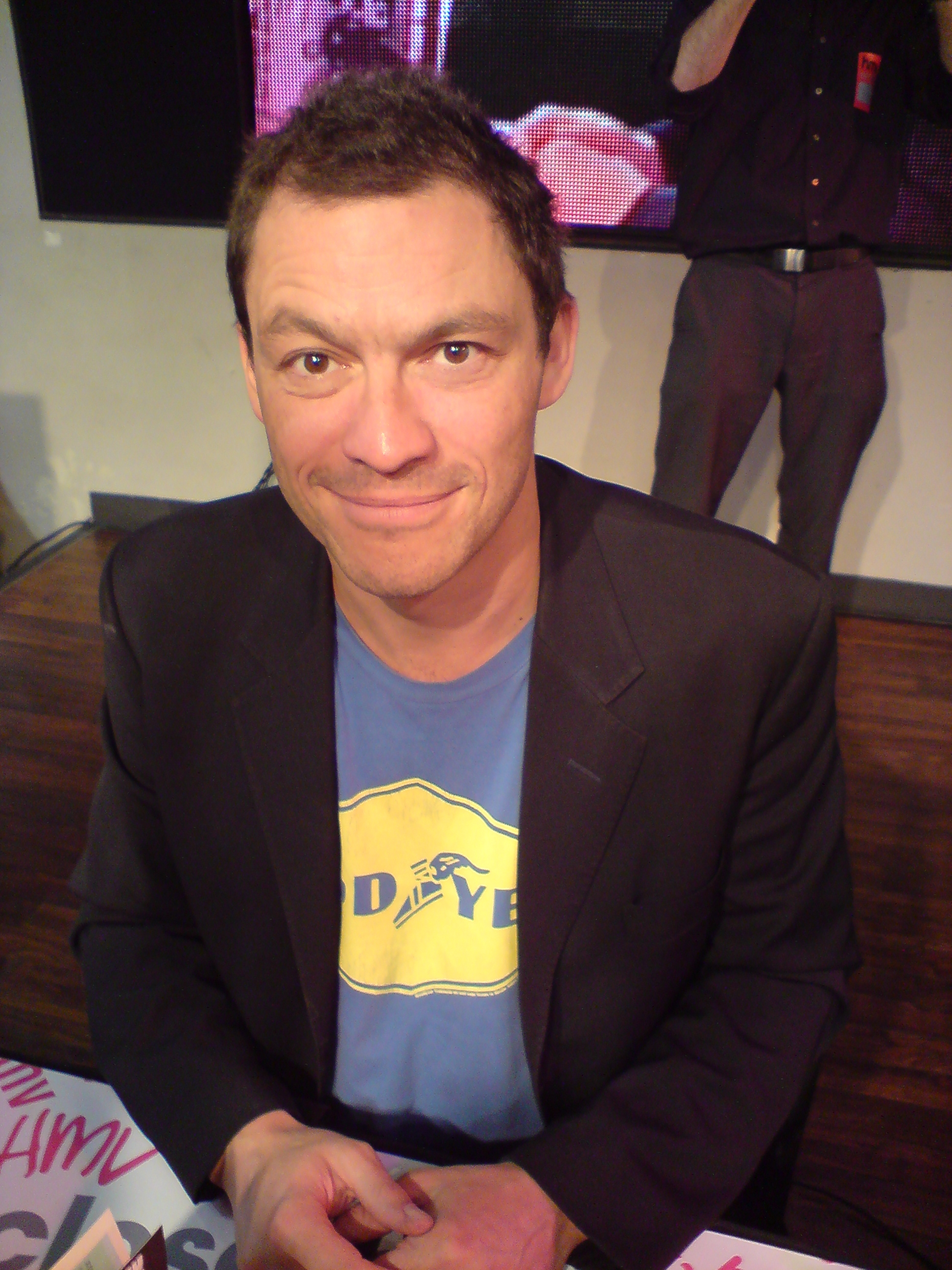
Dominic West (Jimmy McNulty), 2008.
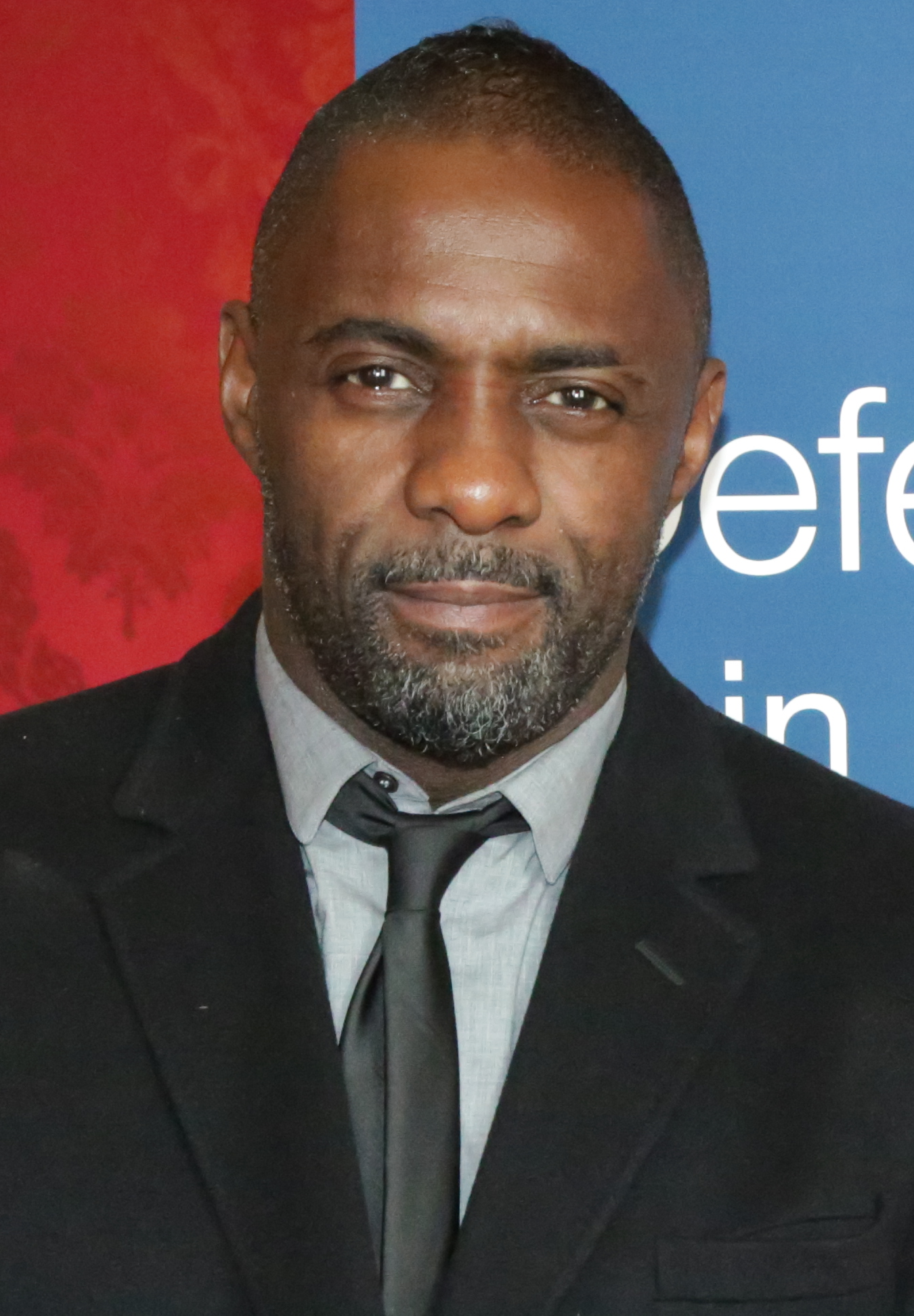
Idris Elba (Russell "Stringer" Bell), 2014.
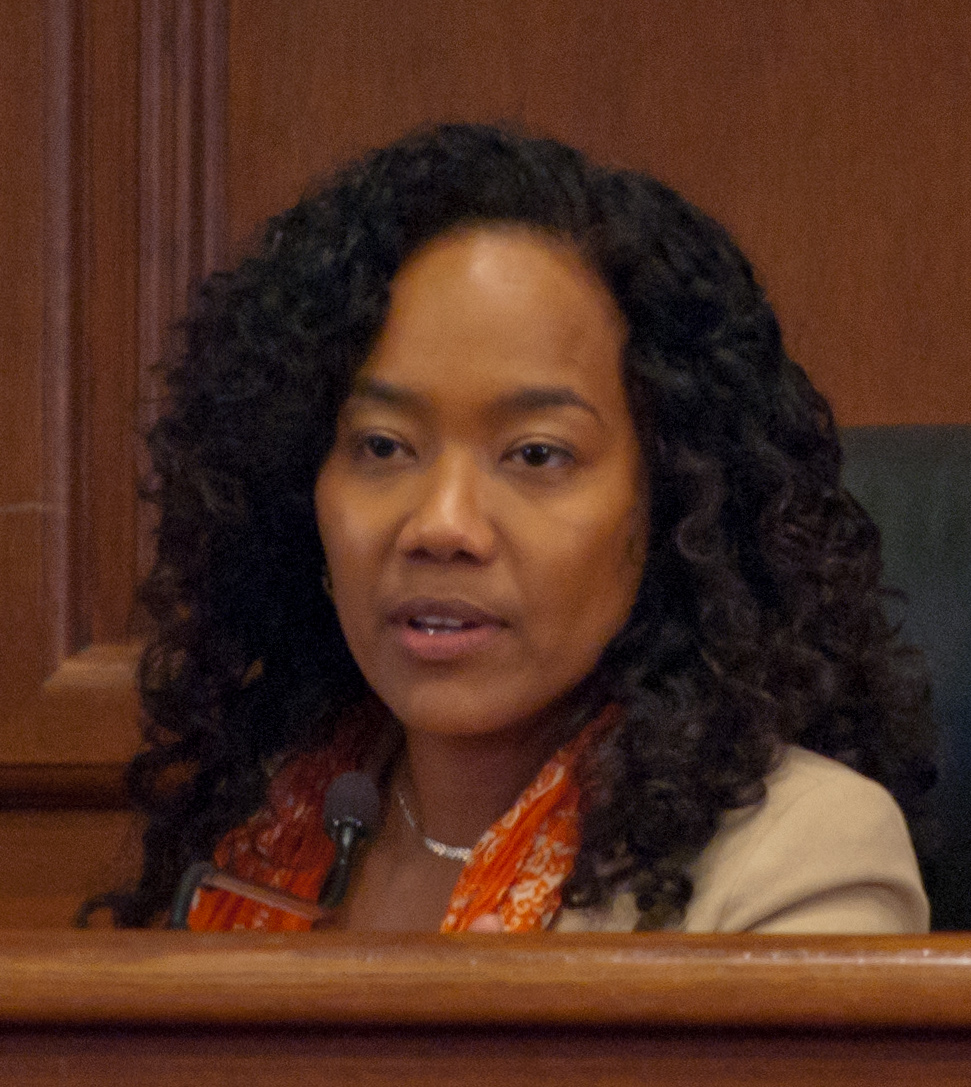
Sonja Sohn (Kima Greggs), 2011.
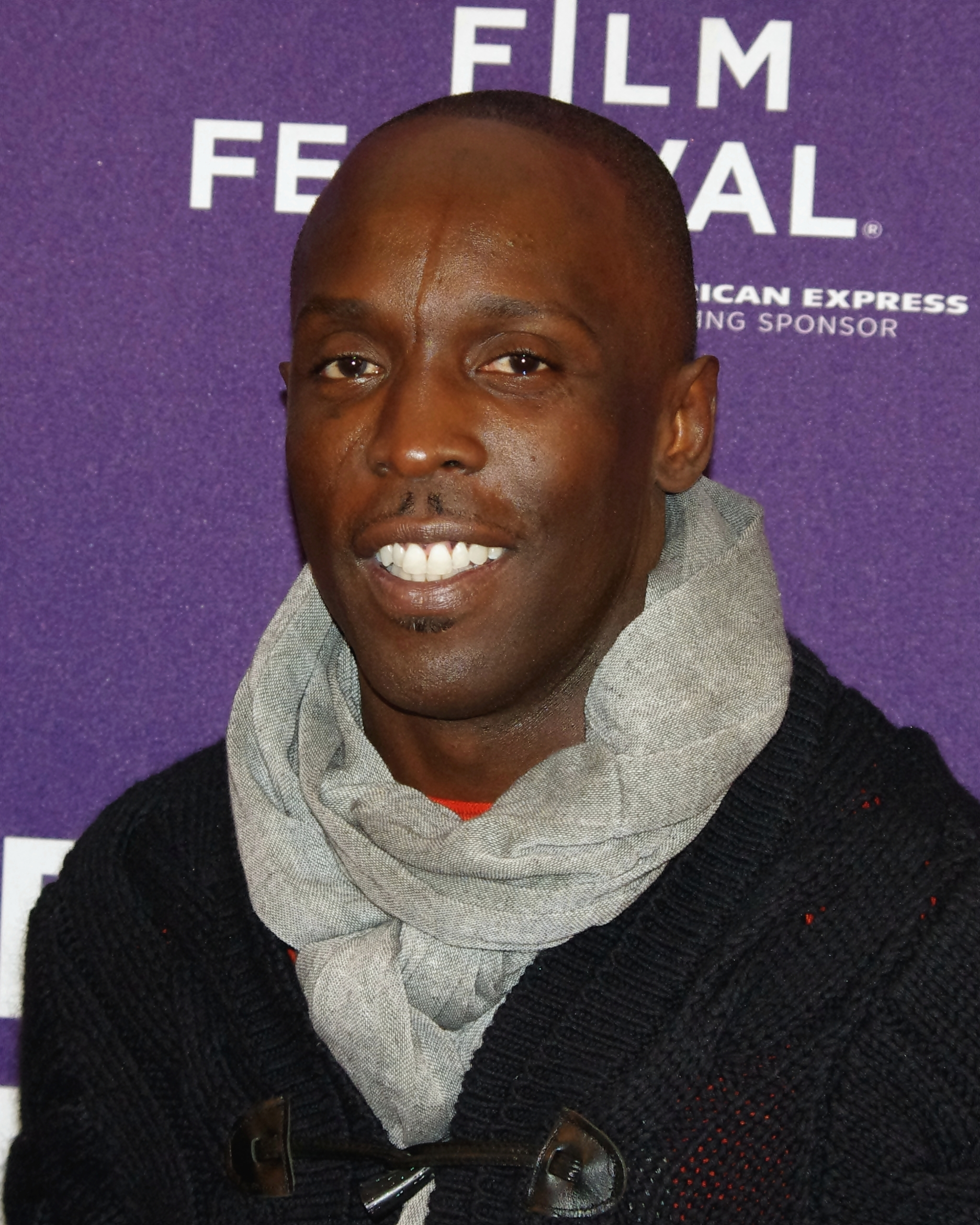
Michael K. Williams (Omar Little), 2012.

## Rollfigurer i urval

### Namond Brice
Namond Brice (Julito McCullum). Namond är son till Roland Brice och De'Londa Brice och var grundskoleelev under seriens fjärde säsong. Han medverkar i en scen även under den femte säsongen.
Randy Wagstaff
Randy Wagstaff (Maestro Harell). Randy är son till Melvin "Cheese" Wagstaff och en okänd mamma. Han var en grundskoleelev i den fjärde säsongen, som i slutet blev placerad i ett familjehem.

## Utgåvor

### DVD
| Säsong | Releasedatum    | Releasedatum      | Releasedatum    | Antal avsnitt | Extramaterial | Skivor |
| Säsong | Region 1        | Region 2          | Region 4        | Antal avsnitt | Extramaterial | Skivor |
| ------ | --------------- | ----------------- | --------------- | ------------- | --- | ------ |
| 1      | 12 oktober 2004 | 18 april 2005     | 11 maj 2005     | 13            | - Tre ljudkommentarer av filmteamet ifrån serien | 5      |
| 2      | 25 januari 2005 | 10 oktober 2005   | 3 maj 2006      | 12            | - Två ljudkommentarer av filmteamet och skådespelare ifrån serien | 5      |
| 3      | 8 augusti 2006  | 5 februari 2007   | 13 augusti 2008 | 12            | - Fem ljudkommentarer av filmteamet ifrån serien - Frågestund med David Simon och Creative Team, med tillstånd av Museum of Television & Radio - Konversation med David Simon på Eugene Lang College, The New School for Liberal Arts                    | 5      |
| 4      | 4 december 2007 | 10 mars 2008      | 13 augusti 2008 | 13            | - Sex ljudkommentarer av filmteamet och skådespelare ifrån serien - "It's All Connected"-featurette - "The Game is Real"-featurette | 4      |
| 5      | 12 augusti 2008 | 22 september 2008 | 2 februari 2010 | 10            | - Sex ljudkommentarer av filmteamet och skådespelare ifrån serien - "The Wire: The Last Word" – En dokumentär som undersöker medias roll - "The Wire Odyssey" – En tillbakablick över de första fyra säsongerna - The Wire Prequels - Bortklippta scener | 4      |
| Alla   | 9 december 2008 | 8 december 2008   | 2 februari 2010 | 60            | - Samlar de tidigare utgivna DVD-boxarna | 23     |

DVD-boxarna har blivit positivt bemötta, även om en del kritiker varit missnöjda med att det funnits så lite extramaterial.

### Blu-ray
Serien släpptes samlad i en bluray-box den 2 juni 2015.

## Visning i Sverige
Serien hade svensk premiär på Sveriges Television den 4 juli 2003, då under namnet I narkotikans spår. När den andra säsongen började visas år 2005 sände dock SVT serien under sin originaltitel.

## Mottagande
The Wire har hyllats av kritikerkåren för sin realistiska skildring av livet i storstaden och sitt ovanligt djupa utforskande av sociologiska teman, och har kallats den bästa serien på tv av Time, Entertainment Weekly, The Guardian, Chicago Tribune, Slate, San Francisco Chronicle och Philadelphia Daily News. Även i Sverige har serien hyllats, bland annat av kulturjournalisten Jan Gradvall som i en krönika i Dagens Industri rankat The Wire som 00-talets bästa TV-serie.